# Oscar Heisserer
Oscar Heisserer (Schirrhein, 1914. július 18. – Strasbourg, 2004. október 7.) német születésű, francia válogatott labdarúgó, edző.

## Sikerei, díjai

### Játékosként
- RC Paris
  - Francia kupa: 1939, 1940, 1945

### Menedzserként
- Olympique Lyonnais
  - Francia másodosztály bajnoka: 1950-51